# میو تکنولوژی
میو تکنولوژی (انگلیسی: Mio Technology) شرکت الکترونیک تایوانی است، که در سال ۲۰۰۲ تأسیس شد.